# Nystalus radiatus
A Nystalus radiatus a madarak (Aves) osztályának harkályalakúak (Piciformes) rendjébe, ezen belül a bukkófélék (Bucconidae) családjába tartozó faj.

## Előfordulása
A Nystalus radiatus a Tumbes-Chocó-Magdalena trópusi eső- és szárazerdő lakója. Ez a hatalmas erdő, amelyben igen nagy az élőlény fajok száma, Panamától Kolumbián keresztül Ecuadorig terjed.
Habár az állomány nagysága ismeretlen, a 30 éven át tartó megfigyelés azt mutatja, hogy ez a faj fogyatkozóban van.
A Nystalus radiatus körülbelül 10 évig él.

## Képek

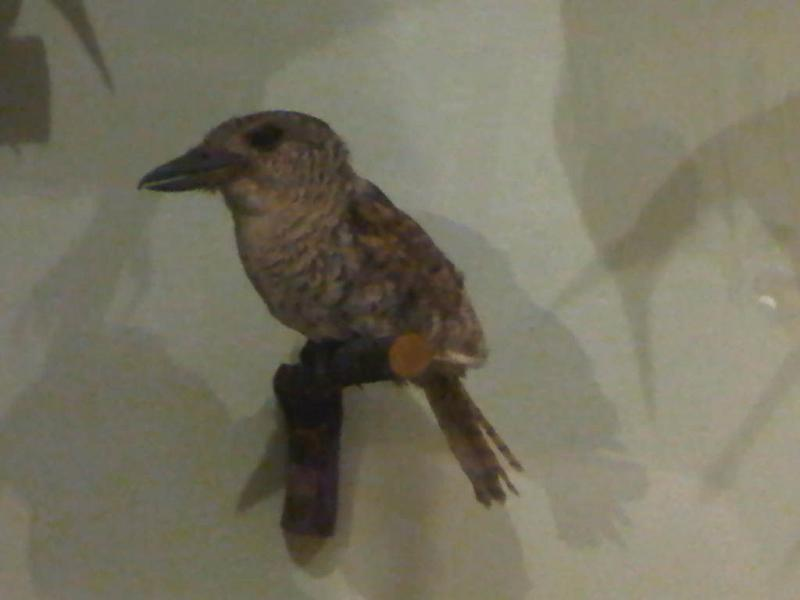
Kitömött példány
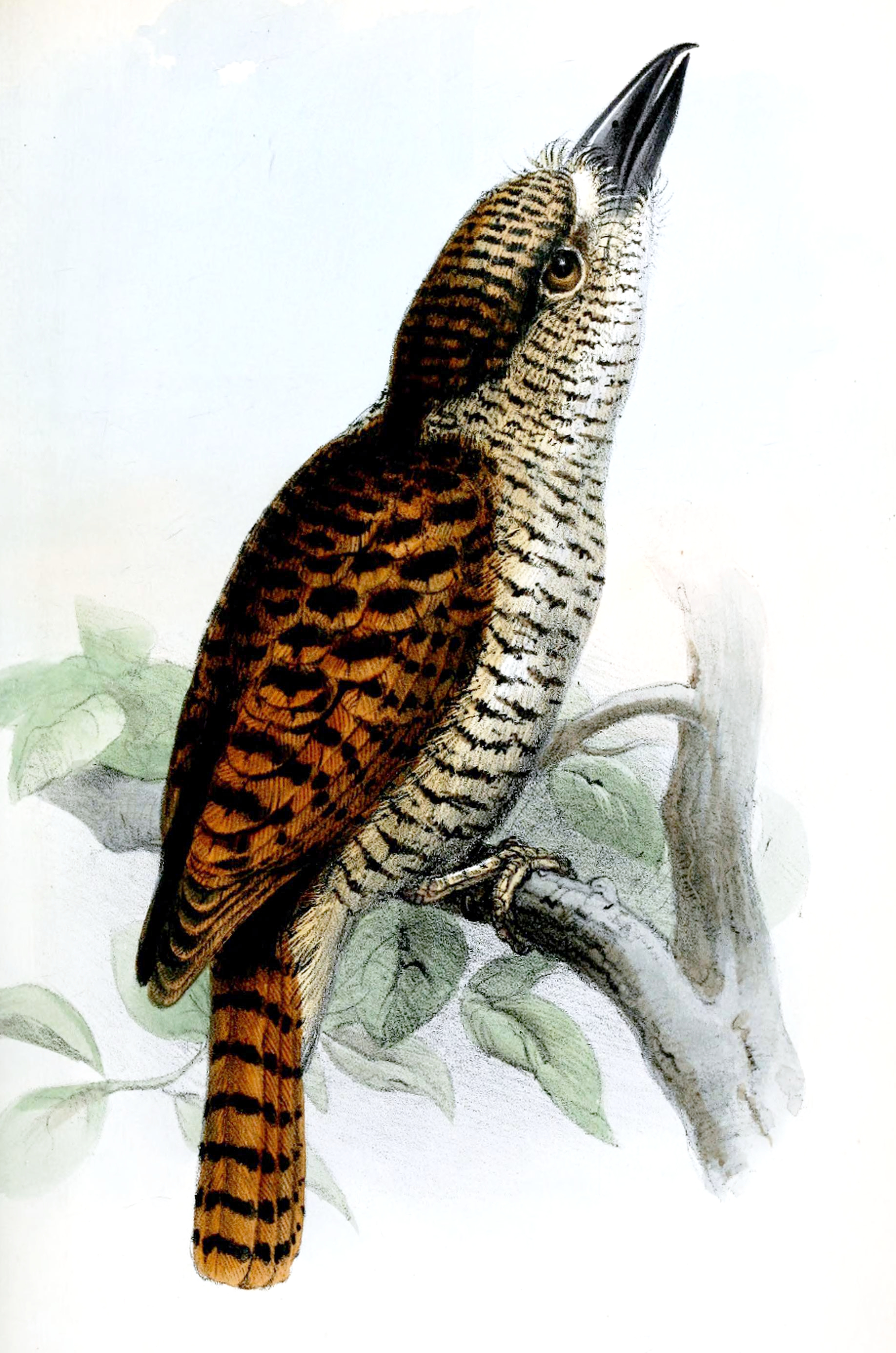
Rajz a fajról

### Fordítás
- Ez a szócikk részben vagy egészben  a   Barred Puffbird című angol Wikipédia-szócikk ezen változatának fordításán alapul.  Az eredeti cikk szerkesztőit annak laptörténete sorolja fel. Ez a jelzés csupán a megfogalmazás eredetét és a szerzői jogokat jelzi, nem szolgál a cikkben szereplő információk forrásmegjelöléseként.